# 5.ª Brigada de Tanques de Guardas (Rússia)
A 5.ª Brigada de Tanques de Guardas (em russo: 5-я отдельная гвардейская танковая бригада) unidade militar № 46108 é uma unidade tática das Forças Terrestres da Federação Russa.
A formação integra o 36.º Exército de Armas Combinadas do Distrito Militar Oriental, com base permanente em Ulan-Ude, na República da Buriácia.

## História
A 5.ª Brigada de Tanques de Guardas traça sua origem ao 24.º Corpo de Tanques, que recebeu o título honorífico “Tatsinskiy” durante o “raide de Tatsinskaya” na Batalha de Stalingrado. Durante essa operação, sob o comando do Major-General Vasiliy Badanov, o 24.º Corpo destruiu um aeródromo com 70 aviões de transporte Junkers Ju 52 e Heinkel da Luftwaffe, responsáveis por abastecer o 6.º Exército alemão cercado em 23 de novembro de 1942. Também foi destruída a estação ferroviária de Tatsinskaya, que acumulava suprimentos para o mesmo exército.
O raide ocorreu no contexto da operação do Médio Don, conduzida pelo 1.º e 3.º Exércitos de Guardas contra o 8.º Exército Italiano e o grupo operacional alemão "Hollidt". Os corpos de tanques 18.º, 24.º e 25.º reforçaram o 1.º Exército de Guardas, que rompeu a defesa italiana em 16 de dezembro de 1942. No dia seguinte, o 24.º Corpo de Tanques, com 89 T-34 e 59 T-70, atravessou o rio Don entre 11h30 e 18h30, avançando pelas linhas inimigas e destruindo guarnições. Em 24 de dezembro, atacaram o aeródromo próximo a Tatsinskaya. O corpo foi cercado até o dia 27, rompendo o cerco em 28 de dezembro diante de contra-ataques das divisões blindadas alemãs 6.ª e 11.ª.
Em 26 de dezembro de 1942, o 24.º Corpo de Tanques foi transformado no 2.º Corpo de Tanques de Guardas.
Durante a ofensiva rumo a Minsk, uma companhia de tanques médios da 26.ª Brigada de Tanques de Guardas do 2.º Corpo Tatsinskiy, sob o comando do tenente sênior Aleksandr Yakovlev, foi uma das primeiras a entrar na cidade. Na estação de carga, cercaram e capturaram 56 soldados e oficiais inimigos, incluindo seu comandante.
Após a guerra, em 1945, o 2.º Corpo de Guardas foi convertido na 2.ª Divisão de Tanques de Guardas.
Durante a reforma militar de 2009, essa divisão foi reorganizada como a 5.ª Brigada de Tanques de Guardas Independente.
Em 2014, a brigada participou dos combates em Debaltsevo, durante a guerra no leste da Ucrânia.
Segundo o Instituto para o Estudo da Guerra, a brigada também lutou em Vuhledar durante a invasão em larga escala da Ucrânia em 2022. A Ucrânia acusa dois militares da brigada — Bayaskhalan Shultumov e Pavel Aganaev — de violar as leis da guerra, por saquearem uma casa na vila de Buzova, no distrito de Bucha. Outro soldado, Nikolay Sokovikov, é acusado de assassinar dois civis desarmados perto do povoado de Mriya, no mesmo distrito. De acordo com o portal “Agentstva”, até abril de 2022, pelo menos 14 membros da brigada haviam morrido na Ucrânia. A Promotoria da Ucrânia também alega que a brigada participou da ocupação de Bucha.

## Comandantes
- Coronel da Guarda Nikolai Nikolayevich Galchishak
- Coronel da Guarda Pyotr Nikolayevich Bolgarev
- Coronel da Guarda Ruslan Viktorovich Galitskiy (2016)[13]
- Coronel da Guarda Evgeniy Nikolayevich Zhuravlyov
- Coronel da Guarda Roman Sergeyevich Timofeyev
- Coronel da Guarda Andrey Viktorovich Kondrov
- Major-General Sergei Vladimirovich Goryachev

## Composição

### Composição da 5.ª Brigada de Tanques de Guardas em 2017
- Comando
- 1.º Batalhão de Tanques;
- 2.º Batalhão de Tanques;
- 3.º Batalhão de Tanques;
- Batalhão de Fuzileiros Motorizados;
- Grupo de artilharia autopropulsada com obuseiros;
- Grupo de artilharia de foguetes;
- Grupo de mísseis antiaéreos;
- Grupo antiaéreo;
- Batalhão de comunicações (comando);
- Batalhão de apoio logístico;
- Companhia independente de atiradores (snipers);
- Companhia independente de reconhecimento;
- Companhia independente de engenharia e sapadores;
- Companhia independente de defesa química, biológica e radiológica (DQBR);
- Companhia independente de guerra eletrônica;
- Companhia independente de manutenção;
- Companhia independente de polícia militar;
- Companhia independente de comando (administração);
- Companhia médica independente;
- Pelotão de comando (chefe de artilharia);
- Pelotão de comando e reconhecimento por radar (chefe de defesa antiaérea);
- Pelotão de comando (chefe da seção de reconhecimento);
- Pelotão de instrutores;
- Pelotão independente de polícia militar;
- Campo de treinamento;
- Banda militar.[14]
- Equipamentos em serviço:
  - 90 unidades do T-72B3;[15]
  - 4 unidades do T-72BK;
  - 49 unidades do BMP-1;
  - 18 unidades do sistema de foguetes Tornado-G;[15]
  - 18 unidades de obuseiros autopropulsados de 152 mm 2S3M Akatsiya;
  - 8 unidades de morteiros de 120 mm 2S12 Sani;
  - 6 unidades do BTR-80;
  - 3 unidades do BRM-3K;
  - 12 unidades do sistema de defesa aérea 9K332M Tor-M2U;[16]
  - Sistema de guerra eletrônica Borisoglebsk-2;[17]
  - 6 unidades do sistema 9A34(35) Strela-10;
  - 6 unidades da ZSU-23-4 Shilka;
  - 36 unidades de lançadores portáteis 9K38 Igla.
- Efetivo: 2.901 militares

## Prêmios
- "Tatsinskaya" — título honorífico concedido em homenagem à conquista da localidade de Tatsinskaya em 24 de dezembro de 1942, atribuído de acordo com a Ordem do Comissariado do Povo para a Defesa nº 42 de 27 de janeiro de 1943.[18]
- Guarda Soviética — título de "Guarda".
- Ordem do Estandarte Vermelho — concedida pela libertação da cidade de Minsk, conforme Decreto do Presidium do Soviete Supremo da URSS de 23 de julho de 1944.
- Ordem de Suvorov de 2ª classe — concedida conforme Decreto do Presidium do Soviete Supremo da URSS de 19 de fevereiro de 1945.